# Maestà
Maestà (it. "majestæt") er i kunsten en fremstilling af den tronende Jomfru Maria med Jesusbarnet ofte omgivet af helgener og engle.
Billedtypen blev især brugt i anden halvdel af 1100-tallet og i 1200-tallet, blandt andet på tavler, den dekorative opbygning over alterbordet.